# Ley de protección de información personal de 2013

La Ley de Protección de Información Personal ( conocida como PoPIA o Ley PoPI ) es una legislación que regula la protección de datos y privacidad en Sudáfrica.  Esta ley fue promulgada para garantizar el derecho a la privacidad, tal como se establece en la sección 14 de la Constitución de Sudáfrica, y opera en conjunto con la Ley de Promoción del Acceso a la Información. Esta ley fue aprobada por el Presidente de Sudáfrica el 19 de noviembre de 2013. Como parte de su implementación, se creó una nueva agencia gubernamental llamada el Information Regulator. Este organismo independiente tiene la autoridad de supervisar y garantizar que tanto el sector público como el privado cumplan con los requisitos establecidos por la Ley PoPI. La ley entró en vigor el 1 de julio de 2020, iniciando un período de gracia de un año para que todas las entidades sudafricanas lograran cumplir con la normativa. Dicho período terminó el 30 de junio de 2021, y la ley entró en vigor el 1 de julio de 2021.   

## Obligaciones básicas
La Ley PoPI establece varias requisitos clave.  Algunos de ellos incluyen:
1. La información personal sólo podrán ser procesada en los siguientes casos:
  - con el consentimiento del titular de los datos; o
  - si es necesaria para la conclusión o ejecución de un contrato en el que el titular de los datos sea parte; o
  - si es requerida por ley; o
  - si protege un interés legítimo de un titular de los datos; o
  - si el procesamiento es necesario para la persecución de los intereses legítimos de la entidad responsable o de un tercero al que se suministre la información.
2. Tanto las entidades públicas como privadas deben informar sobre filtraciones de datos a las personas afectadas y al Information Regulator.
3. Las organizaciones están encargadas de designar a una persona responsable que garantice el cumplimiento de la Ley PoPI.
4. Las transferencias internacionales de datos personales están restringidas.
5. Las organizaciones que manejan información personal deben garantizar que cumplan con los requisitos mínimos de seguridad.
6. El marketing directo, la venta y el uso de directorios electrónicos y la toma de decisiones automatizadas también están fuertemente limitados.
7. La ley aumenta las obligaciones para las entidades que procesan información relacionada con niños, creencias religiosas, raza, origen étnico, membresía de sindicatos, salud, vida sexual, comportamiento criminal e información biométrica.

## Jurisdicción
La Ley PoPI se ejerce a todas las personas y organizaciones comprendidas en las fronteras de Sudáfrica, incluyendo visitantes e inmigrantes ilegales. 

## Sanciones
Las sanciones bajo la ley incluyen multas de hasta 10 millones de rands y una pena de prisión de hasta 10 años.  El Departamento de Justicia y Desarrollo Constitucional  fue multado con 5 millones de rands, en junio de 2023, por el Information Regulator.   

## Information Regulator
Information Regulator es un organismo independiente creado en respuesta a las leyes PoPI y PAIA. Tiene la autoridad para supervisar y garantizar el cumplimiento de estas leyes tanto en el sector público como privado. Su funcionamiento se rige por ambas leyes y es responsable ante la Asamblea Nacional de Sudáfrica.

## Ley de delitos cibernéticos
Sudáfrica aún no dispone de una legislación clara y consolidada en vigor que regule los delitos cibernéticos en el país. Aunque la Ley de Delitos Cibernéticos ya ha sido firmada por el Presidente de Sudáfrica y comenzará a aplicarse en una fecha que será anunciada en el Boletín Oficial del Gobierno. El tiempo entre la aprobación y la entrada en vigor se utilizará para desarrollar procedimientos operativos y otros procesos documentados necesarios para implementar las disposiciones de la Ley. 